# بنجامین مارکوس پریتکا
بنجامین مارکوس پریتکا (انگلیسی: B. Marcus Priteca؛ ۲۳ دسامبر ۱۸۸۹ – ۱ اکتبر ۱۹۷۱ (aged 81)) معمار اهل ایالات متحده آمریکا بود.